# Campionato italiano a squadre di calcio da tavolo 1999
Il Campionato italiano a squadre di calcio da tavolo del 1999 si è svolto a Reggio Emilia, il girone di andata, e a Benevento, il girone di ritorno.

## Classifica finale
|  | Classifica finale 1999 | P  |
|  | ---------------------- | -- |
|  | Perugia                | 30 |
|  | Benevento              | 29 |
|  | Black and Blue Pisa    | 29 |
|  | Stella Artois Milano   | 25 |
|  | Serenissima            | 24 |
|  | Casamassima            | 10 |
|  | Roma                   | 7  |
|  | Dragons                | 0* |

*Dragons non ha disputato il girone di ritorno.

## Formazione della Squadra Campione D'Italia
| De Francesco Stefano  |
| Mattiangeli Francesco |
| Di Vincenzo Andrea    |
| Patruno Francesco     |
| Manganello Mauro      |
| Mattiangeli Federico  |
| --------------------- |